# 無錫市
無錫市（むしゃく/ウーシー-し、中国語: 无锡市、拼音: Wúxī）は中華人民共和国江蘇省の南部に位置する地級市。
改革開放以来、急激に工業が発展し、とりわけ日本企業の進出が多い。長江デルタ中心都市の一、東の上海からは128km、西の江蘇省省都・南京からは183kmの距離。東隣は蘇州市、西隣は常州市。
無錫の市域の北部境界は長江南岸にあたり、無錫市管轄下の港湾都市・江陰市が泰州市を対岸に臨む。南部の境界は太湖北岸だが、市域はさらに太湖をはさんで飛び地となっている宜興市も管轄している。宜興市は北と西を常州市に囲まれ、南は浙江省に接している。

## 地理
無錫の位置は北緯31度7分から32度2分、東経119度33分から120度38分の間。無錫市域の主要な範囲は沖積平野であり、ごくわずかの低山と丘陵がある。最高地点は黄塔頂（611.5m）。これらの山は石灰岩からできており、「太湖石」とよばれる穴の多い複雑な形の奇石を産出する。この石は中国庭園で鑑賞や瞑想などのために置かれ珍重される。無錫市域の南部は太湖が広がり、市の水面面積は769平方km、面積の16.5%を占める。無錫は小さな河川が無数に流れる、典型的な江南の水郷である。太湖に産する魚などの水産物が豊富で、古来「魚米の郷」と呼ばれていた。
太湖に接した無錫市街は、典型的な中国の古い城壁都市であり、中心を隋代以来の「大運河」が貫き、京杭運河となった今でも多くの船が行き来する。
無錫はかなり暑い夏から非常に寒い冬まで気温差が大きく、年平均気温は18℃である。東シナ海に近いためモンスーンや台風の影響を受け、年平均降水量は1,000mmに達する。

## 歴史
無錫は有史以来非常に長い歴史を持つ。有史以前は6〜7000年前からの居住や農耕の跡があり、長江文明に属する良渚文化の墳墓など遺跡群がある。ここが呉の発祥の地の一つとなった。呉は製鉄など金属の精錬・加工と農具・武器への利用で中原の国々を圧倒したが、無錫も元来はスズ（錫）を多く産出する「有錫」という名の鉱工業都市だったという。余りにも多く掘り過ぎて前漢までに掘り尽くしてしまい、以来「無錫」になったといわれる。しかし近年の言語学者らの研究により、無錫の市名の無という字の由来は越語の発語詞によったものであり、従来の錫の産地から「有錫」「無錫」になったという説を否定する研究もある（江南は古代中国では越国の領地であって、言語も当然越語が使われていた。今日江南地域で通用する呉語の源もこの越語である）。
紀元前202年、前漢はこの地に無錫県を置いた。隋時代に建設された大運河が無錫を通り、以来、江南の農産物や織物を集散し華北や中国各地へ送る重要な経済都市・商業都市であり続けた。また、明末には顧憲成によって東林書院が建てられ東林派の拠点となった。
清代後期には、無錫は周囲の農産物の集積を背景に、その米市場の相場の影響力は江蘇省の範囲を超えるまでになった。中国の四大米市の1つに数えられていた。また紡績業や繊維産業が発達し、無錫は「布碼頭（布の港）」と呼ばれるほどだった。辛亥革命までの間に食品や繊維などの民族資本が形成され始める。
こうした経済の発展は文化の発展も伴った。多くの文人らが無錫から生まれ、無錫には寄暢園など非常に優れた庭園などが建設され今も残っている。
1912年、中華民国は無錫県を置き、大小の資本の本拠地となった無錫は「小上海」といわれるほどの商業の繁栄を見た。1937年、日中戦争により、日本軍は無錫に入城し、戦場となった市街は大きく破壊された（中国側の調査では入城の際に1万4千人が犠牲になったとされる）。1949年4月23日、国共内戦の末、中国人民解放軍が無錫を占領した。1953年無錫は江蘇省の直轄市となった。だが、大躍進政策、人民公社化と文化大革命は、無錫とその周辺に荒廃と経済の多大な破壊をもたらした。
改革開放以来、無錫の経済は再起し、目覚しく発展を遂げることとなった。1981年には全国15ヶ所の経済中心都市の一つとなり、1984年には全国10ヶ所の重点観光都市の一つともなった。1985年までに無錫は開放都市となり、工業団地などが整備され、海外資本が大規模な投資を行った。以来、無錫は常に都市実力ランキングや投資環境ランキングで中国の上位に入り、2022年の市民一人当たりの国内総生産は198400元（当時のレートで27982USドル）に達している。

## 行政区画
5市轄区・2県級市を管轄する。
- 市轄区：
  - 浜湖区・錫山区・恵山区・梁渓区・新呉区
- 県級市：
  - 江陰市・宜興市

| 無錫市の地図                                          |
| ----------------------------------------------------- |
| 錫山区 恵山区 浜湖区 梁渓区 新呉区 江陰市 宜興市 太湖 |

### 年表
この節の出典

#### 蘇南行署区無錫市
- 1949年10月1日 - 中華人民共和国蘇南行署区無錫市が発足。一区から三区までの区と無錫県が成立。(3区1県)

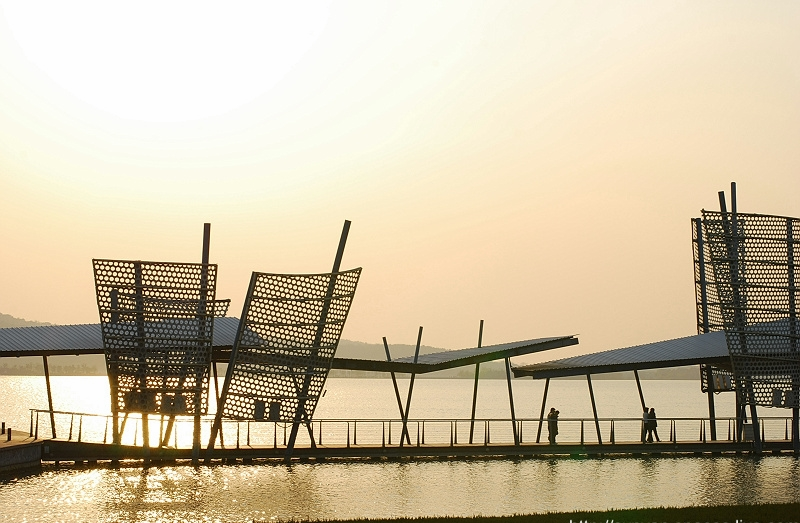
蠡湖

- 蠡湖1952年11月15日 - 江蘇省の成立により、江蘇省無錫市となる。

#### 江蘇省無錫市
- 1953年1月1日 - 市内行政区域の再編により、一区から八区までの区 が成立。(8区1県)
- 1953年2月6日 - 無錫県が蘇州専区に編入。(8区)

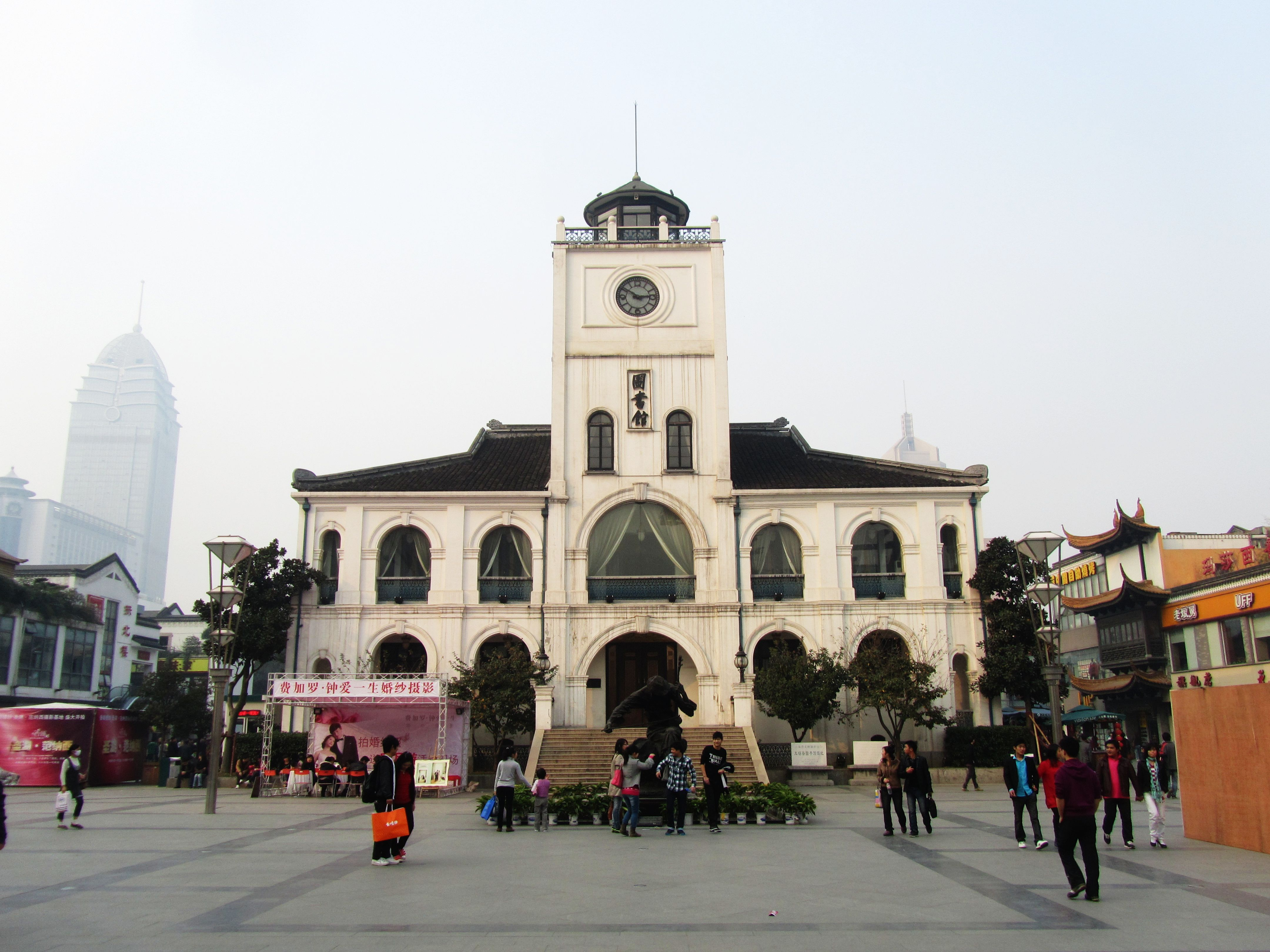
クリックタワー

- クリックタワー1953年3月27日 - 蘇州専区無錫県の一部が六区・七区に分割編入。(8区)
- 1954年6月2日 - 蘇州専区無錫県の一部が六区に編入。(8区)
- 1955年5月27日 - 六区・七区・八区が合併し、六区が発足。(6区)
- 1955年7月12日 - 一区が崇安区に、二区が工運区に、三区が南長区に、四区が西新区に、五区が北塘区に、六区が郊区にそれぞれ改称。(6区)江陰長江大橋

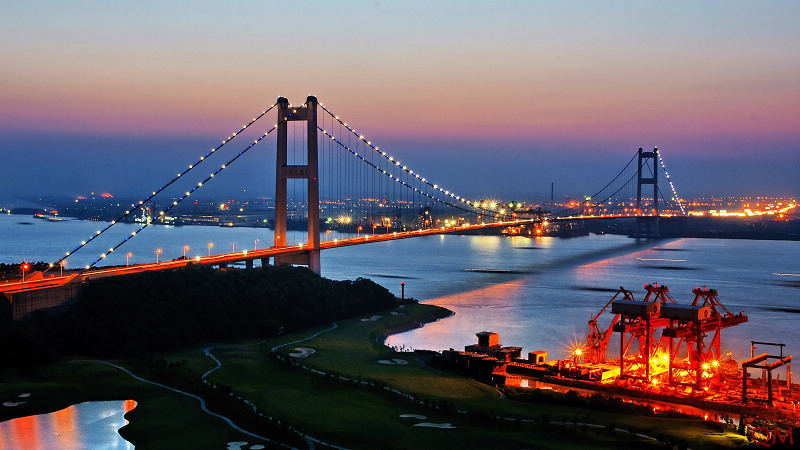
江陰長江大橋

- 1957年3月15日 - 蘇州専区震沢県の一部が郊区に編入。(6区)
- 無錫博物院1958年6月 (4区)
  - 工運区が崇安区に編入。
  - 西新区が南長区・北塘区に分割編入。

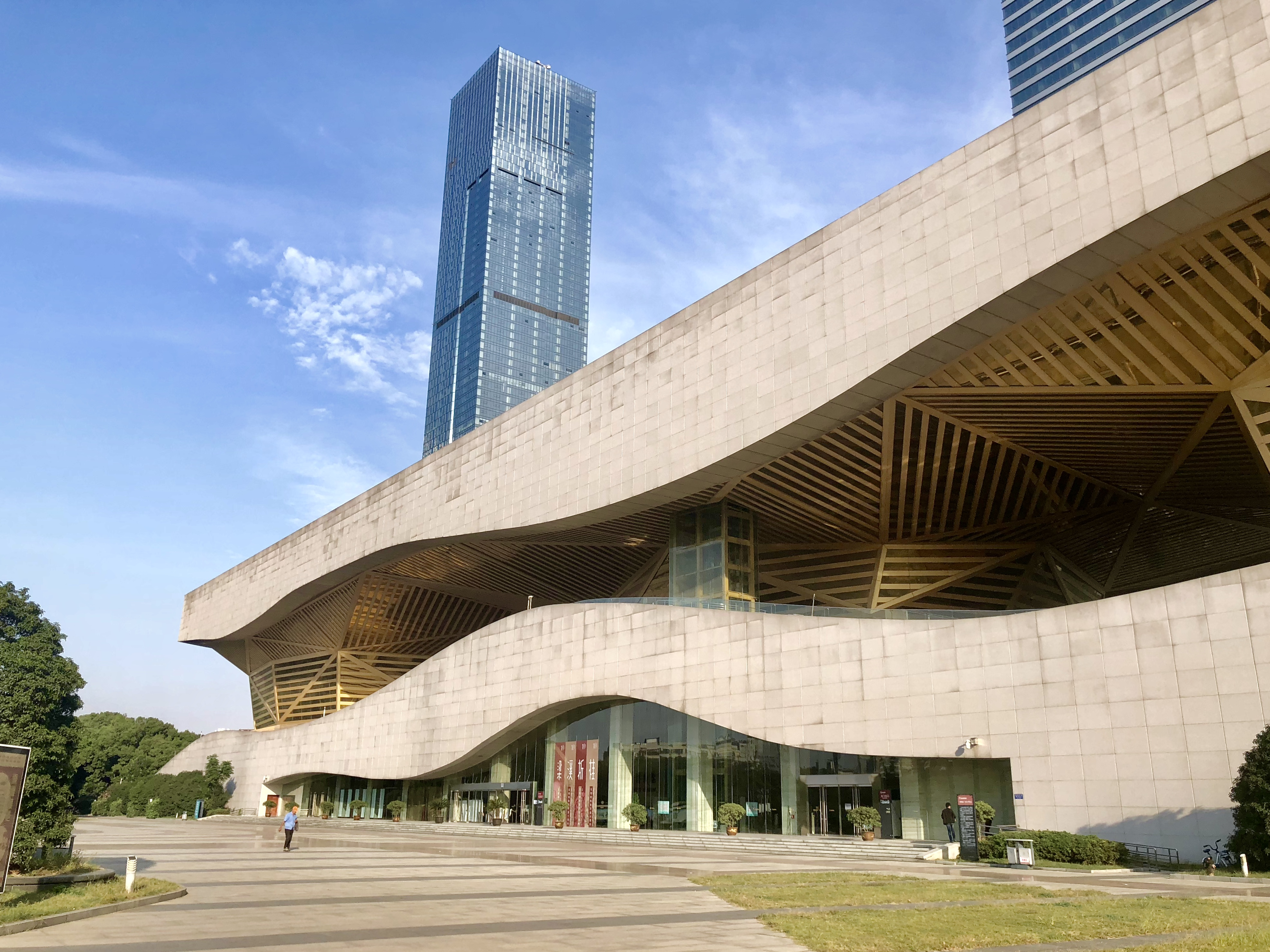
無錫博物院

- 1958年7月6日 - 蘇州専区無錫県を編入。(4区1県)
- 1958年7月8日 - 郊区が無錫県に編入。(3区1県)
- 1958年10月 - 蘇州専区常熟県の一部が無錫県に編入。(3区1県)
- 1960年5月 (4区1県)
  - 無錫県の一部(旧・郊区)が分立し、太湖区が発足。
  - 無錫県の一部が崇安区・南長区・北塘区に分割編入。
- 1961年2月 - 無錫県の一部が北塘区・太湖区に分割編入。(4区1県)
- 1961年7月20日 (4区1県)
  - 無錫県の一部が太湖区に編入。
  - 太湖区・北塘区の各一部が無錫県に編入。
- 1962年9月25日 - 無錫県が蘇州専区に編入。(4区)
- 1963年7月 - 太湖区が郊区に改称。(4区)
- 1968年3月21日 - 崇安区が崇武区に改称。(4区)
- 1978年8月25日 - 崇武区が崇安区に改称。(4区)
- 1980年7月 - 郊区の一部が分立し、馬山弁事処が発足。(4区1弁事処)
- 1983年1月18日 - 蘇州地区江陰県・無錫県、鎮江地区宜興県を編入。(4区3県1弁事処)
- 1983年7月7日 - 馬山弁事処が郊区に編入。(4区3県)

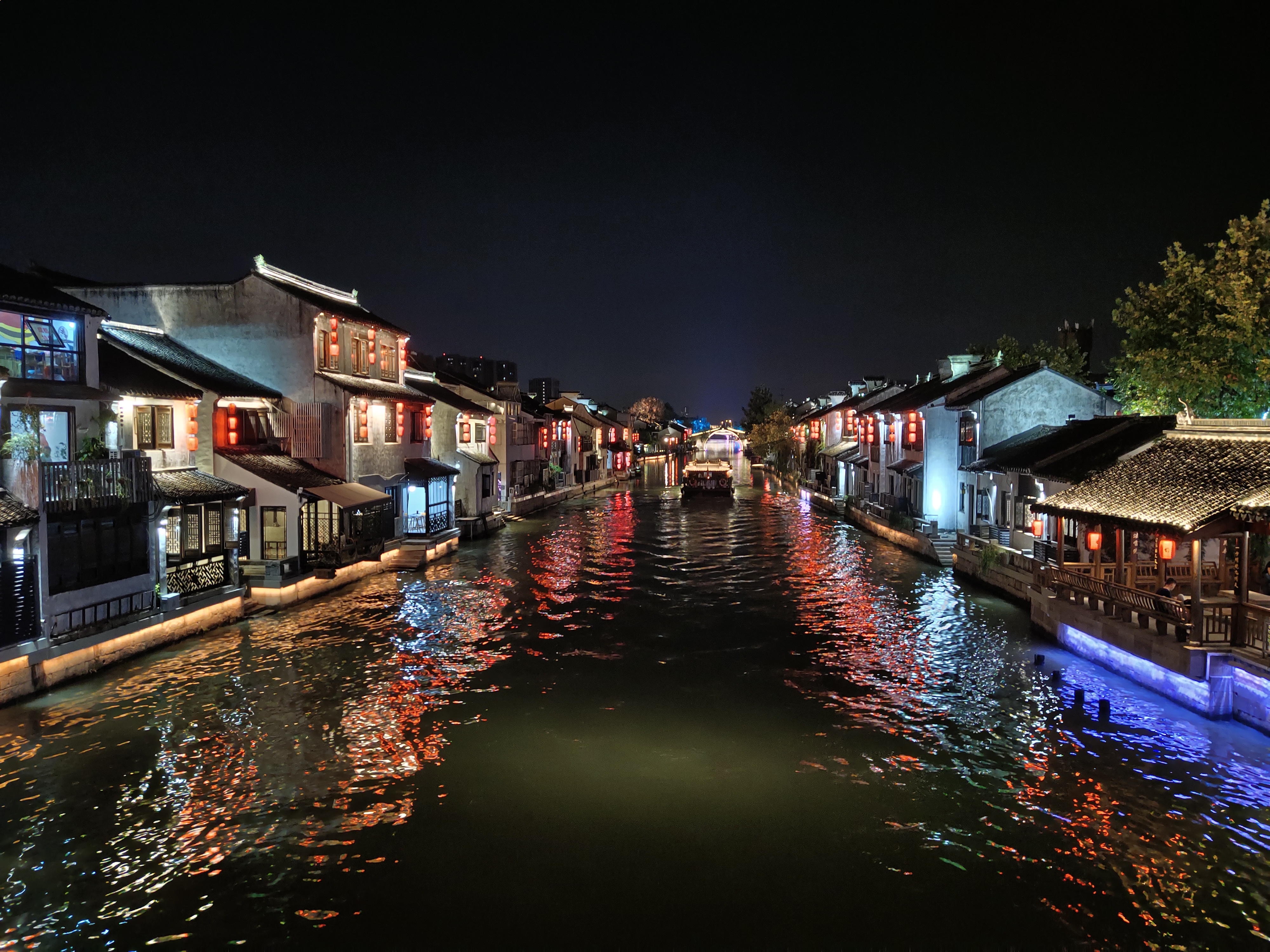
南長街

- 南長街1987年4月23日 - 江陰県が市制施行し、江陰市となる。(4区1市2県)
- 1987年12月22日 - 郊区の一部が分立し、馬山区が発足。(5区1市2県)
- 1988年1月9日 - 宜興県が市制施行し、宜興市となる。(5区2市1県)
- 1994年7月17日 - 無錫県の一部が郊区に編入。(5区2市1県)
- 1995年6月8日 - 無錫県が市制施行し、錫山市となる。(5区3市)
- 2000年12月21日 (6区2市)
  - 錫山市の一部が分立し、錫山区・恵山区が発足。
  - 馬山区および錫山市の残部が郊区に編入。
  - 郊区が浜湖区に改称。
- 2002年1月30日 - 浜湖区の一部が南長区・北塘区・崇安区に分割編入。(6区2市)
- 2015年10月13日 （5区2市）
  - 崇安区・南長区・北塘区が合併し、梁渓区が発足。
  - 錫山区・浜湖区の各一部が合併し、新呉区が発足。

## 経済

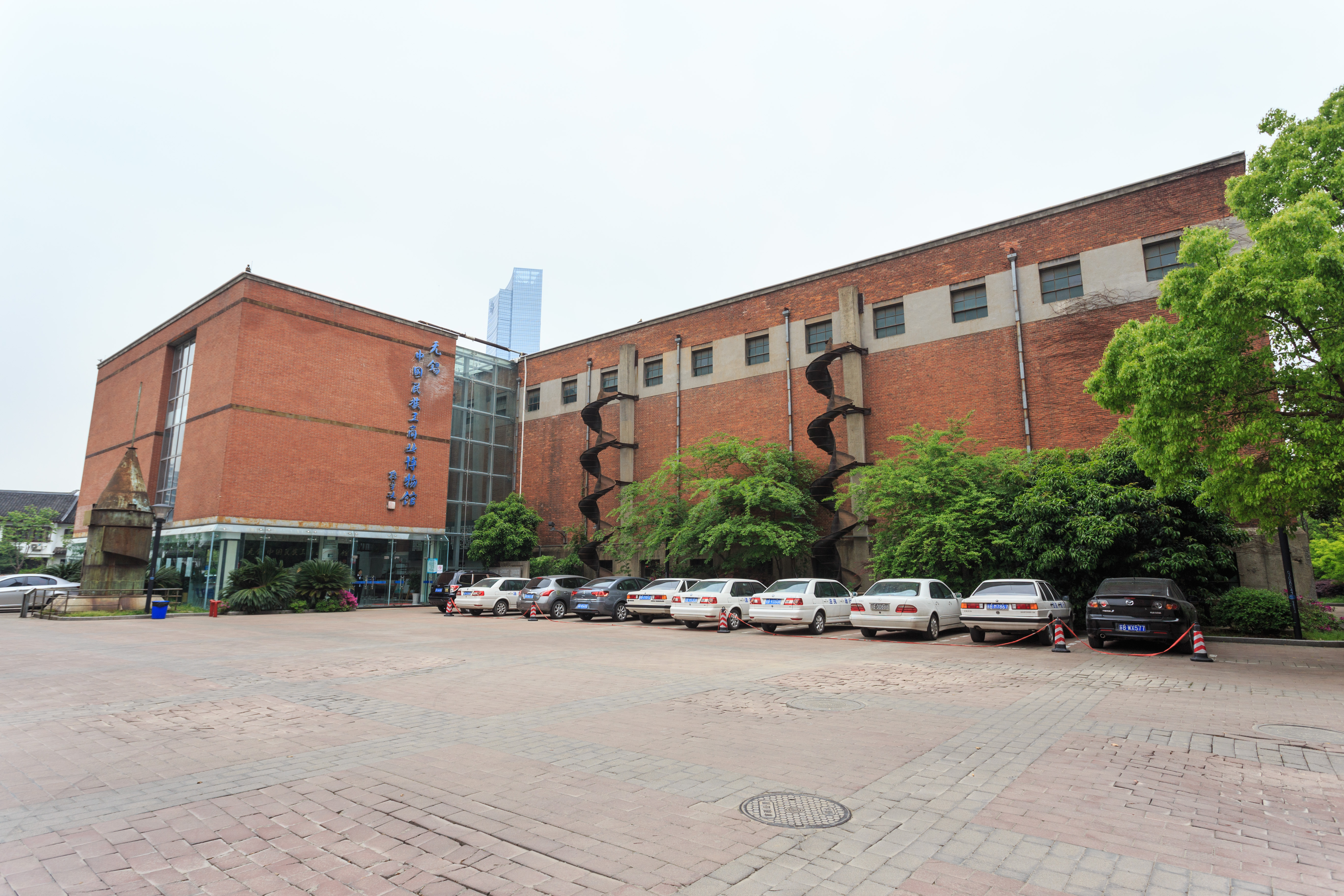
無錫民族工商業博物館

2024年、無錫市のGDPは16263.29億元に達し、不変価格で前年比5.8%増となり、全国平均（5.0%）を上回る。そのうち、第一次産業の付加価値は140.45億元で、前年比3.5%増、第二次産業の付加価値は7716.02億元で、前年比6.2%増、第三次産業の付加価値は8406.82億元で、前年比5.4%増、財政収入は1210.1億元で省内第3位、一人当たりGDPは216,900元で、北京市、上海市に次いで全国第3位となる。
無錫は清代末期に中国で最も早く民族資本が形成された都市のうちの一つであり、現在では外資の誘致でも中国有数の実績を持つ。無錫市は新区に市内最初の経済開発区「新区開発区」を設置したが、現在までにソニー、パナソニックグループ、シャープ、東芝、日立マクセル、村田製作所、コニカミノルタ、ニコン、アルプス電気、住友電工など日系企業や、アメリカのハードディスクドライブ最大手シーゲート社や台湾の家電メーカー東元電機などの大型工場、物流倉庫などが多数稼動している。また隣接する濱湖区にも経済技術開発区を建設し多数の投資を誘致している。
特に無錫と日本との関係は密接で、2003年段階で1,000社を超える企業がすでに進出し、投資総額でも30億ドルに迫る勢いである。これは江蘇省に対する日本からの投資の半分を占め、省都南京をはるかに越え、蘇州を上回り上海に迫るものである。湖などに接する恵まれた自然環境、比較的よい治安、上海の港湾や空港からの近さ、『無錫旅情』（後述）などで日本でも名が知られ、対日感情もさほど悪くないことが要因として挙げられる。

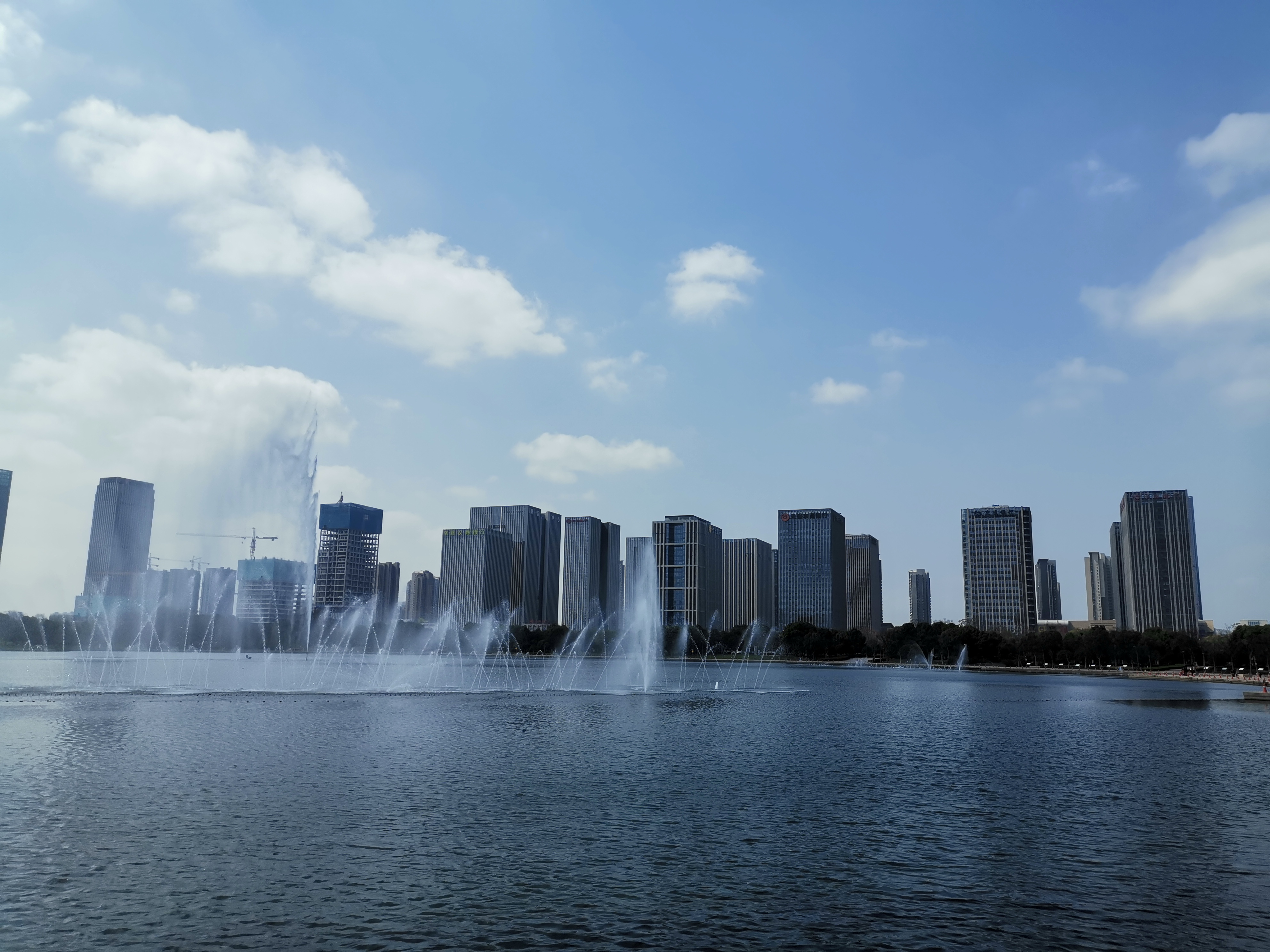
太湖新城の金融街（2020年撮影）

その他台湾、香港、欧米諸国など多くの国からの投資もあり、2002年末までに無錫市が認可した外国からの投資は累計7,000社弱、契約ベースでの投資額は220億ドルに登り、世界各国の有名企業による1億ドルを超える大型案件も多数含まれる。
市の調査（2002年）によれば、現在でも産業の大きな割合（24%）を占めるのが繊維産業で、25%がその他工業であるという。その他伝統産業では、宜興市は大理石、石灰岩、陶土の採掘で知られ、茶器など陶器生産が盛んである。恵山区などでは、土産物の泥人形（恵山泥人）の阿福・阿喜人形などが有名である。農業は、大型工業団地建設など工業化・人口増加に伴い年々耕地が減少しているが、その分、付加価値の高い商品作物にシフトして生産額を高めようとしている。

## 商業

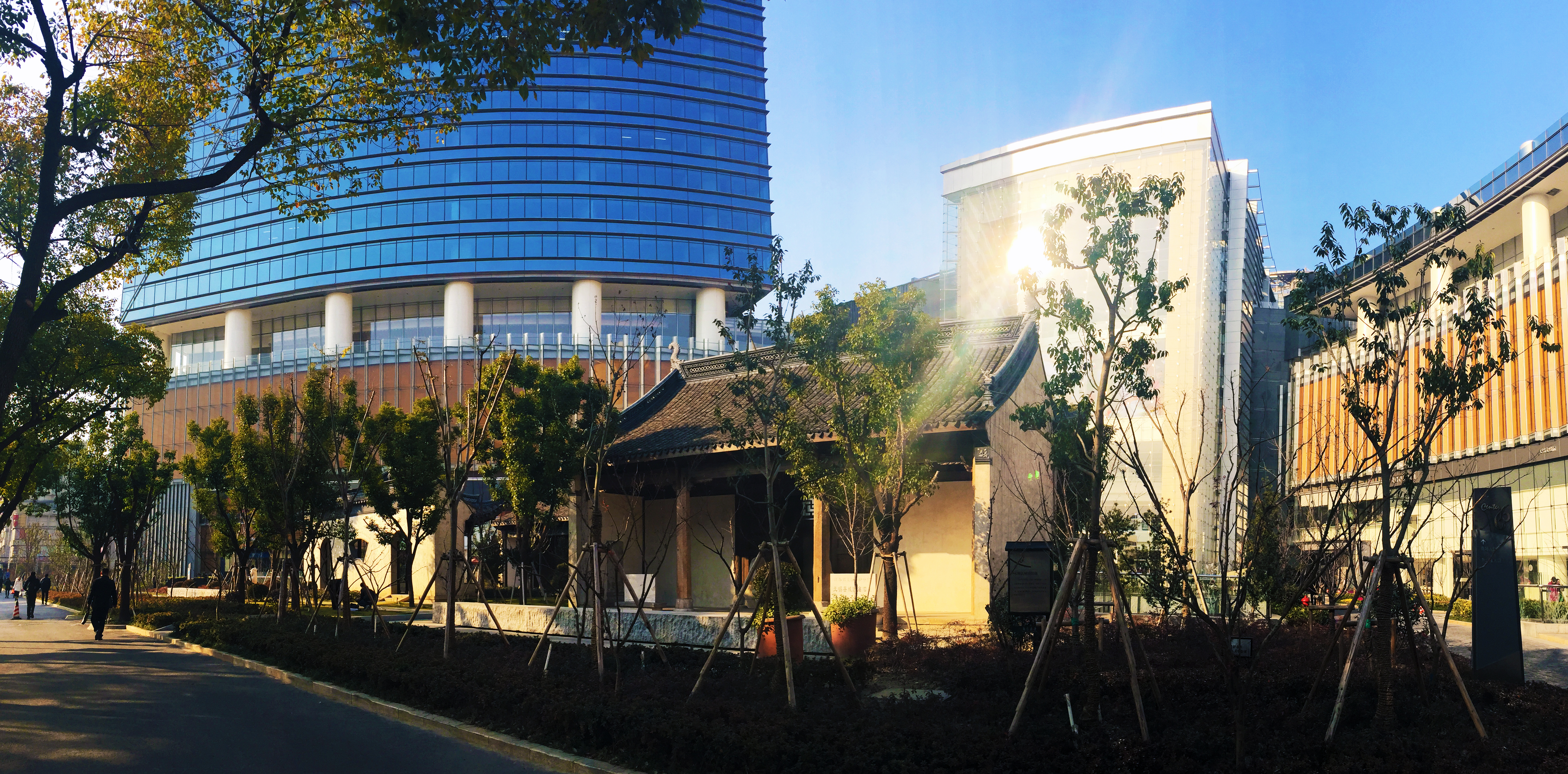
Center 66

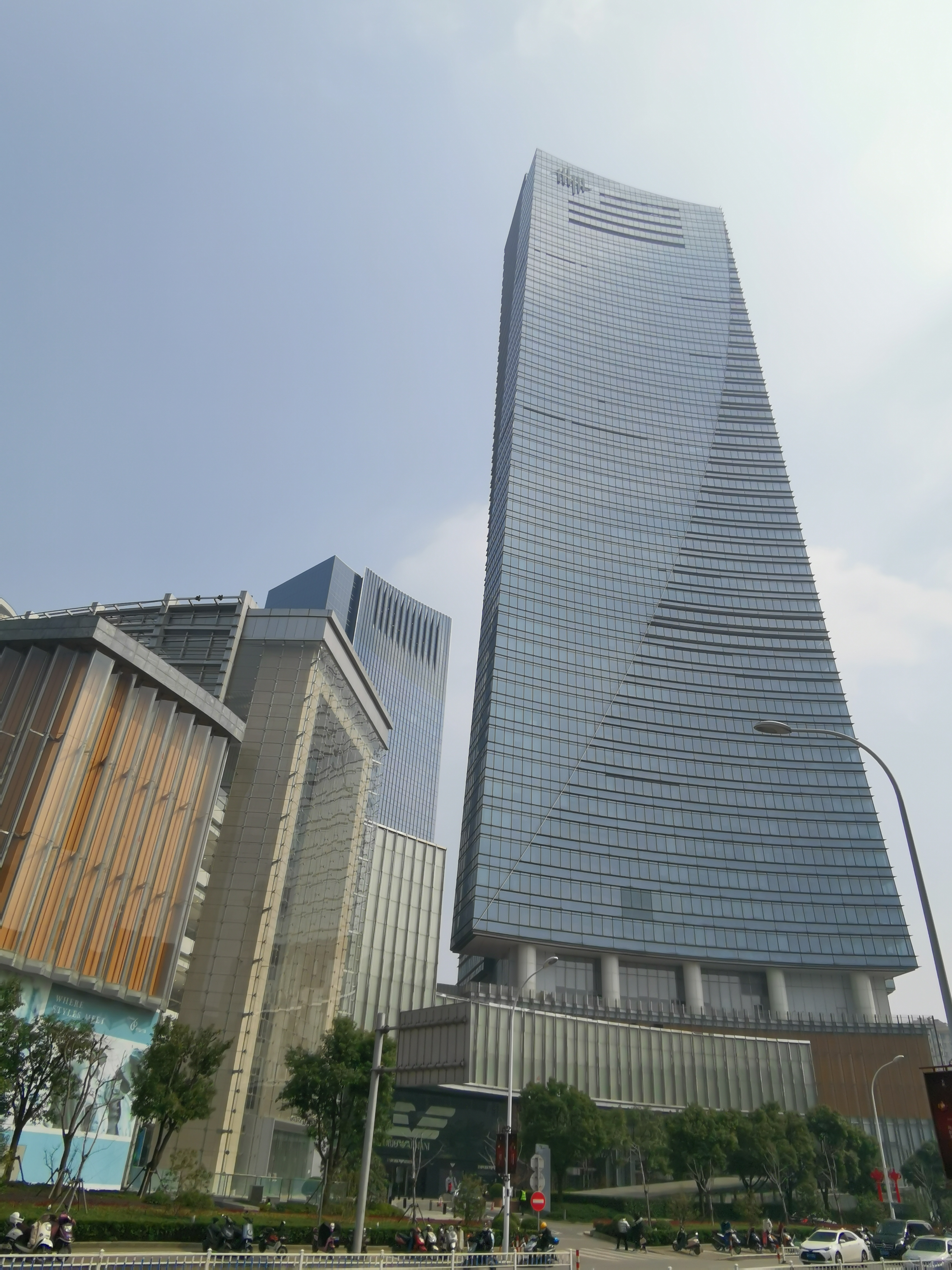
Center 66

無錫は、中国東部の重要な商業の中心地として、そのユニークな地理的位置と歴史的背景で常に有名である。 無錫の商業発展には長く繁栄した歴史があり、地元の経済社会発展に重要な役割を果たしてきた。

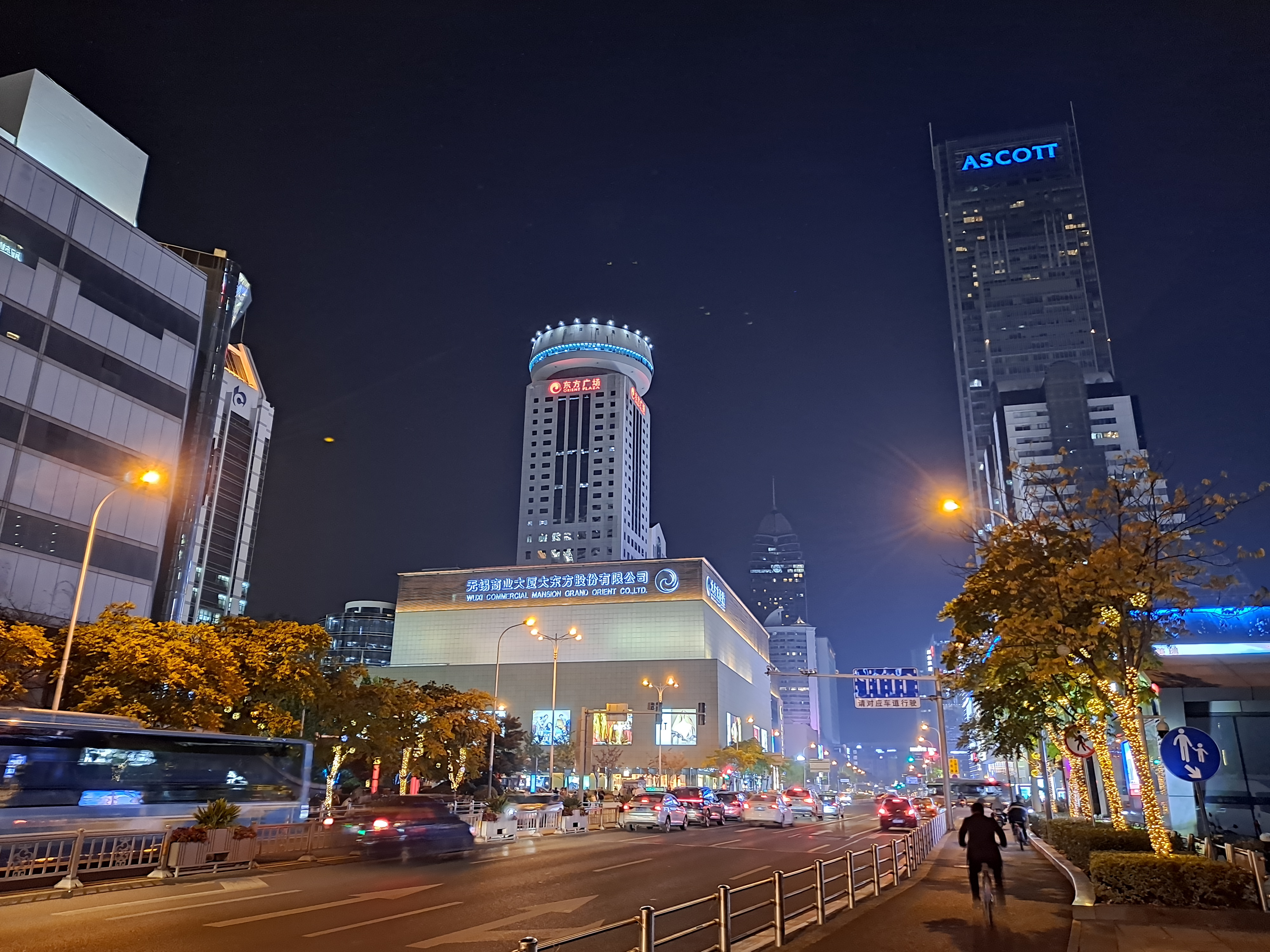
大東方百貨店

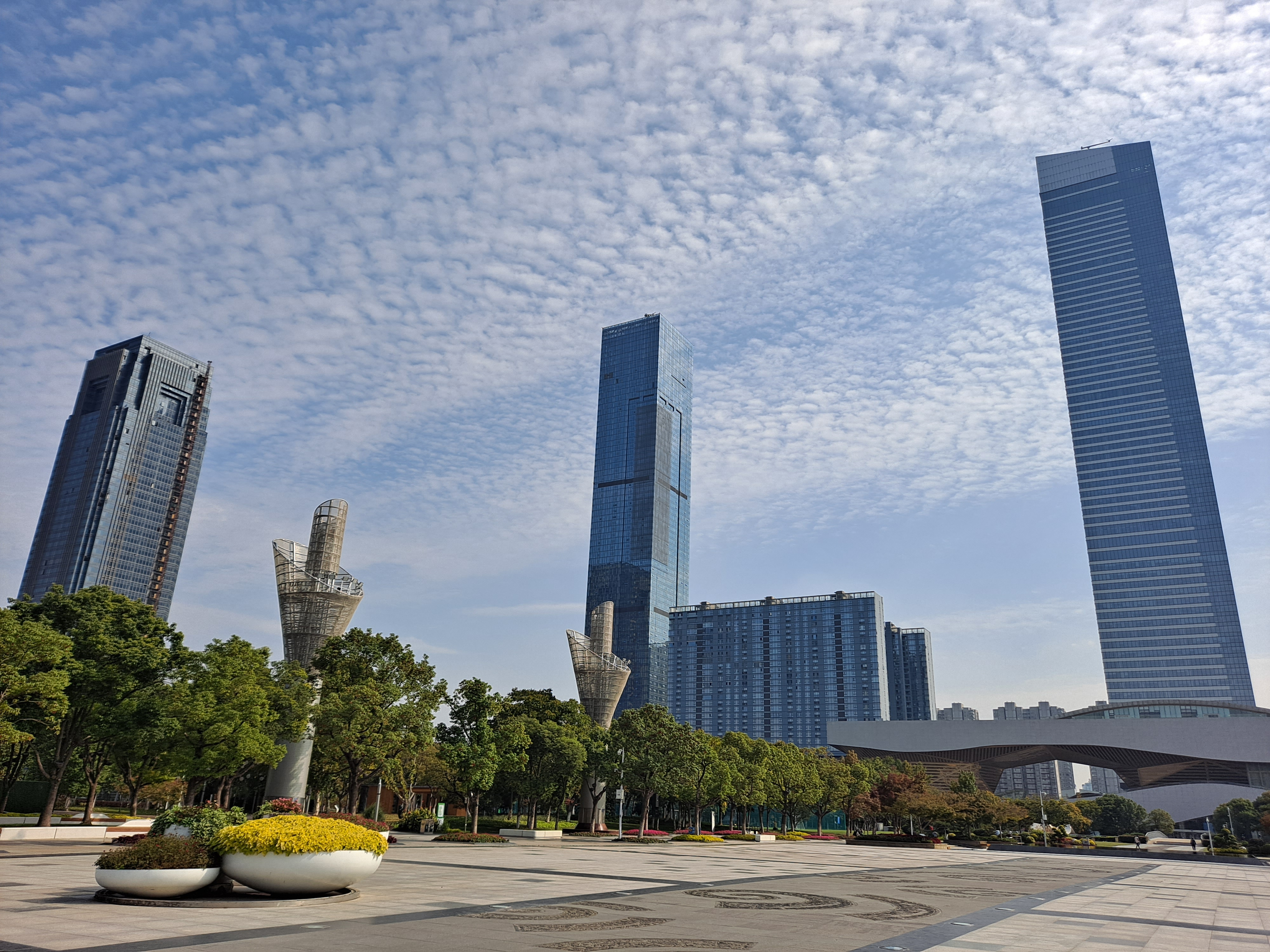
太湖プラザ

無錫の最も初期の商業発展は、春秋戦国時代に遡る。この頃からすでに商業活動が行われており、歴史の進化に伴い、徐々に江南地域の交通の要所および商業の中心地となっていった。無錫は太湖湖畔に位置し、交通が便利で、古くから絹、茶、米などの集散地として栄えてきた。現在は、サービス産業とハイテク産業を中心とする多角的な経済となっている。
長江デルタの中心に位置し、交通の便が良く商品の流通に有利であるという地理的優位性と、豊富な天然資源と文化遺産を有し、商業発展のための独特の条件があること、無錫市政府がビジネス環境の最適化に力を入れており、多くの国内外の投資家や起業家を誘致していることが、商業中心都市としての発展に好影響を与えている。
現在、無錫の商業エリアは梁西区の中山路沿いに集中しており、この道路沿いには茂業百貨店、紅豆万華城、大東方百貨店、蘇寧プラザ、Center 66、ヤオハン、パークソンなどの中国内外の商業小売企業が集まっている。また、崇安寺・南禅寺・南長街は伝統的な商業地である。
1996年に江蘇省初の中外合弁小売企業であるヤオハンが設立され、1997年に中国で2番目の大型外資系スーパーマーケットであるメトロが設立されて以来、外資系商業小売業の集積が進んでいる。無錫は長江デルタ地域では上海に次ぐ第2位の商業都市である。現在では、Center 66、大東方百貨店、無錫ヤオハン、IKEA、ヤオハンセンター、アウトレット、アップルストア、万象城、海岸城、茂業百貨店などがあり、江蘇省や長江デルタ地域有数の商業中心都市の一つとなっている。

## 交通

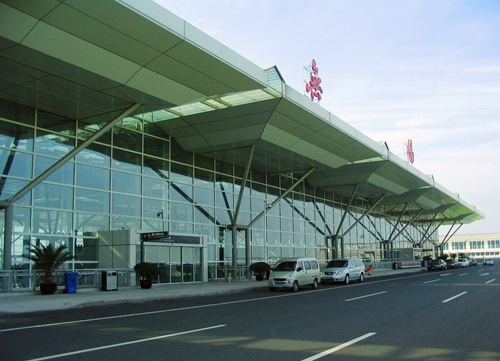
無錫空港

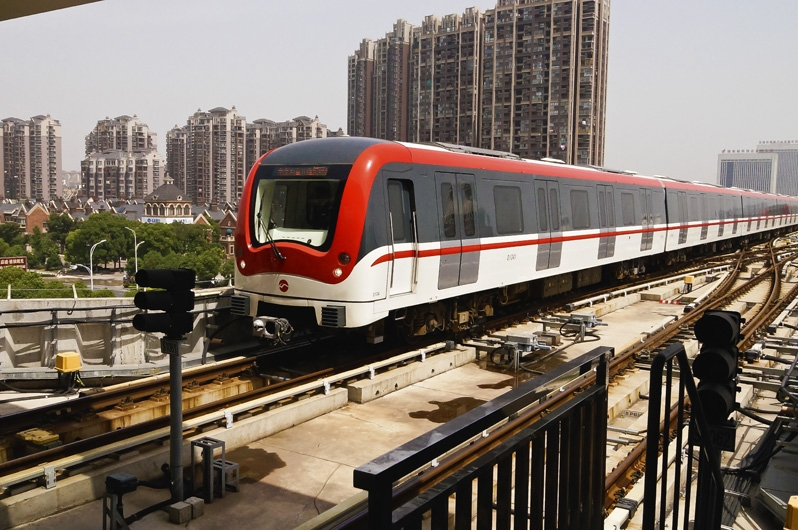
無錫地下鉄

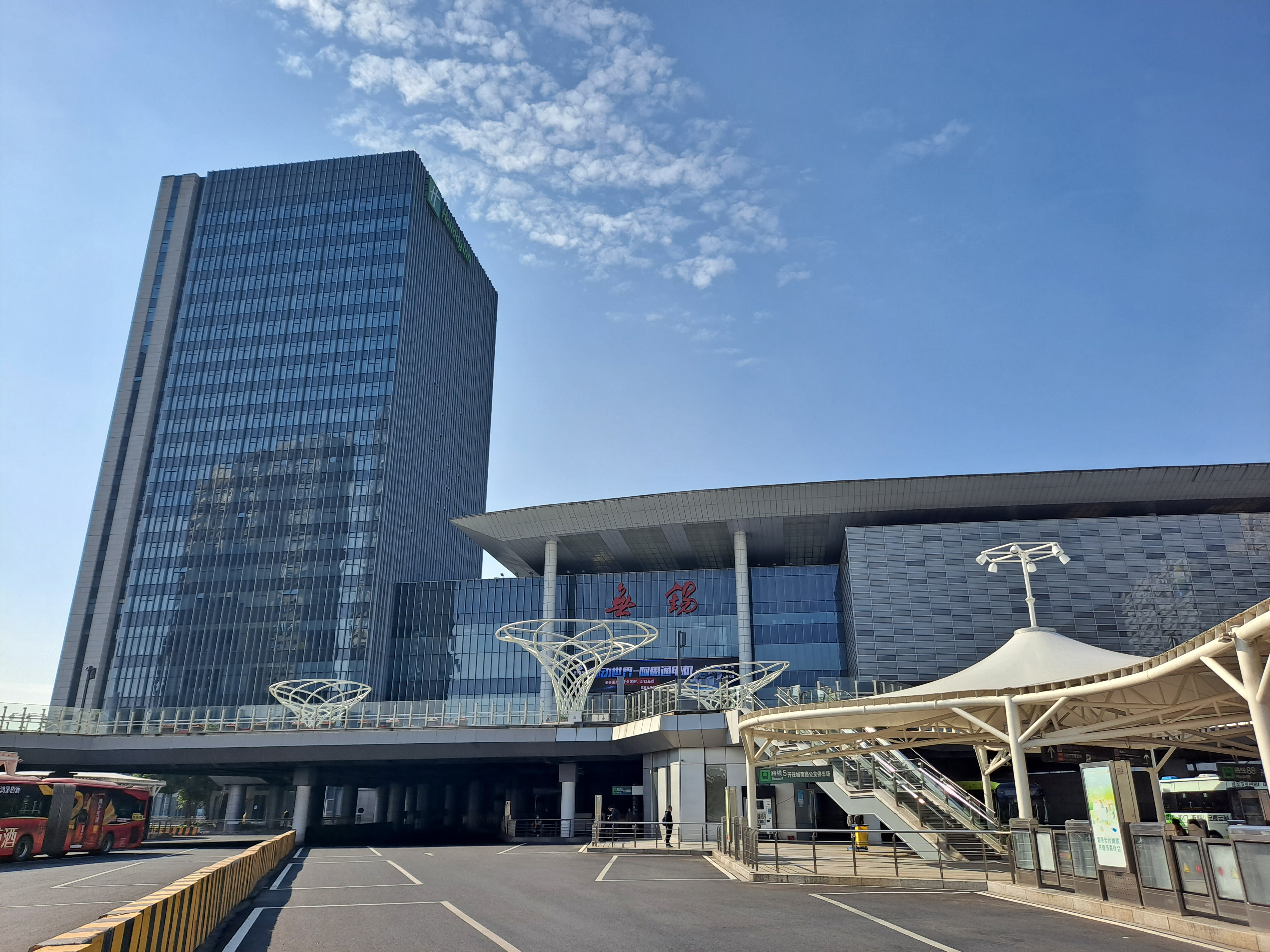
無錫駅

無錫は北京〜南京〜上海の幹線上に位置し、重要な鉄道・道路・水路が通っている。
- 高速道路は、上海〜南京間の滬寧高速公路（沪宁高速公路）、北京〜上海間の京滬高速公路（北京から南下し長江を無錫市域内北部の江陰市で渡り、無錫で滬寧高速公路に合流する）、上海から長江沿いを上流へ向かう沿江高速公路（北部の江陰市を通る）などが無錫市域を通る。その後、無錫は南部トンネル高速・宜興までの高速・南通までの高速もある。2023年、錫太高速公路の建設も始まった。

- 鉄道は、上海〜南京間の幹線鉄道、浙江省杭州から北上し無錫市域を南から宜興市、無錫、江陰市を通って長江を渡る鉄道が無錫で交差する他、京滬高速鉄道に無錫東駅が設けられている。京滬線の無錫駅には滬寧城際線も通る。無錫は、江蘇省で3番目に鉄道交通が開通した都市である。

- 無錫地下鉄は2014年7月1日に最初の路線である1号線が正式に開業し、中国本土で22番目の地下鉄となった。2025年7月現在、無錫地下鉄には5路線（1号線、2号線、3号線第、4号線、S1号線）があり、総営業距離は145キロメートル、駅は合計97か所ある。現在は4号線第二期、5号線、S2号線と6号線第一期目の建設が進行している。

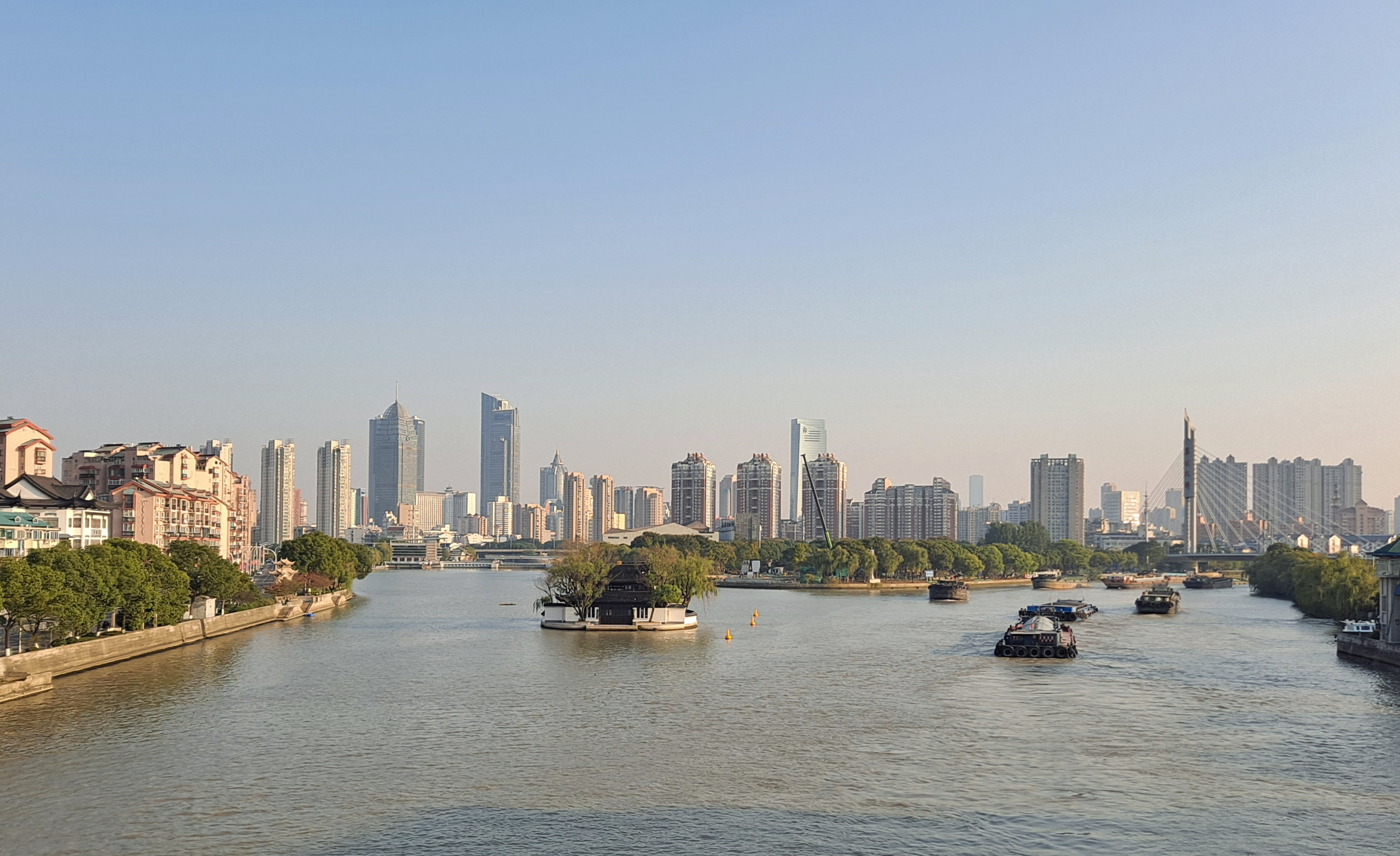
大運河

- 大運河水運は、大運河にルーツを持つ北京〜杭州間の京杭大運河、太湖と長江を結ぶ無錫〜江陰間の錫澄運河、市域西部の恵山区と蘇州市の長江の港・張家港を無錫市街の北側で結ぶ錫北運河がある。また、長江沿岸の江陰市には江陰港があり、大きな貨物船が接岸できる。

- 蘇南碩放国際空港は北京はじめ全国の主要都市数ヶ所と香港・マカオを結ぶ。2009年4月9日に大阪線が、2011年1月21日には成田線が運航を開始した。2023年迄、空港拡大建築も開始している。

- 無錫公共バスは、中国江蘇省無錫市をサービスする都市道路公共バスシステムを指し、その最初の路線は1927年に開通した。2020年現在、297路線を有し、全長5,760キロメートル、運行車両数3,036台を誇る。2020年の無錫バスの年間乗客数は1億9,118万人。市内の交通については無錫のバスも参照のこと。

## 教育

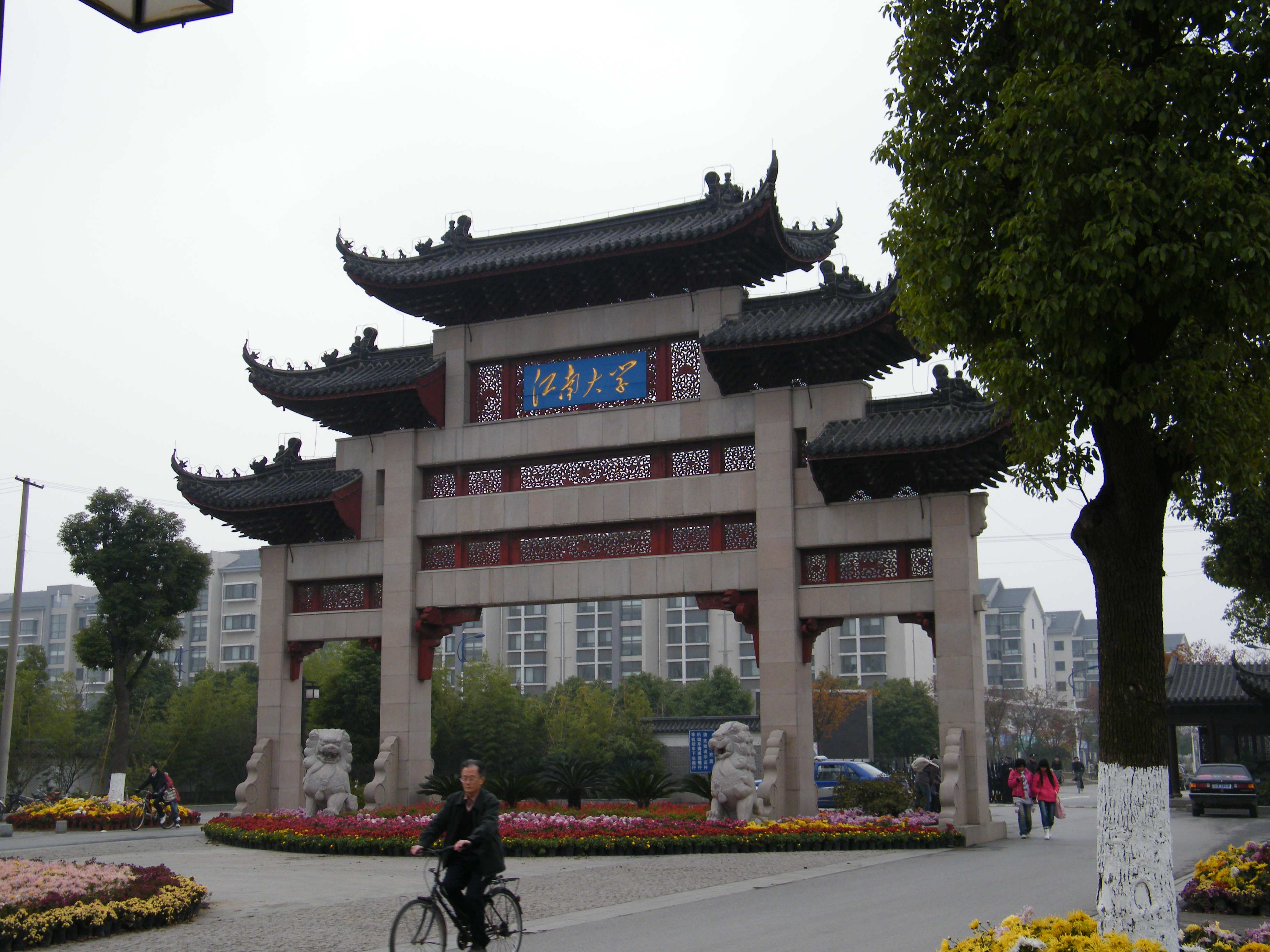
江南大学

### 大学
- 江南大学
- 無錫学院
- 東南大学無錫キャンパス
- 南京郵電大学無錫キャンパス（建設中）
- 南京理工大学江陰キャンパス
- 無錫高等師範学校

### 高等学校（部分）

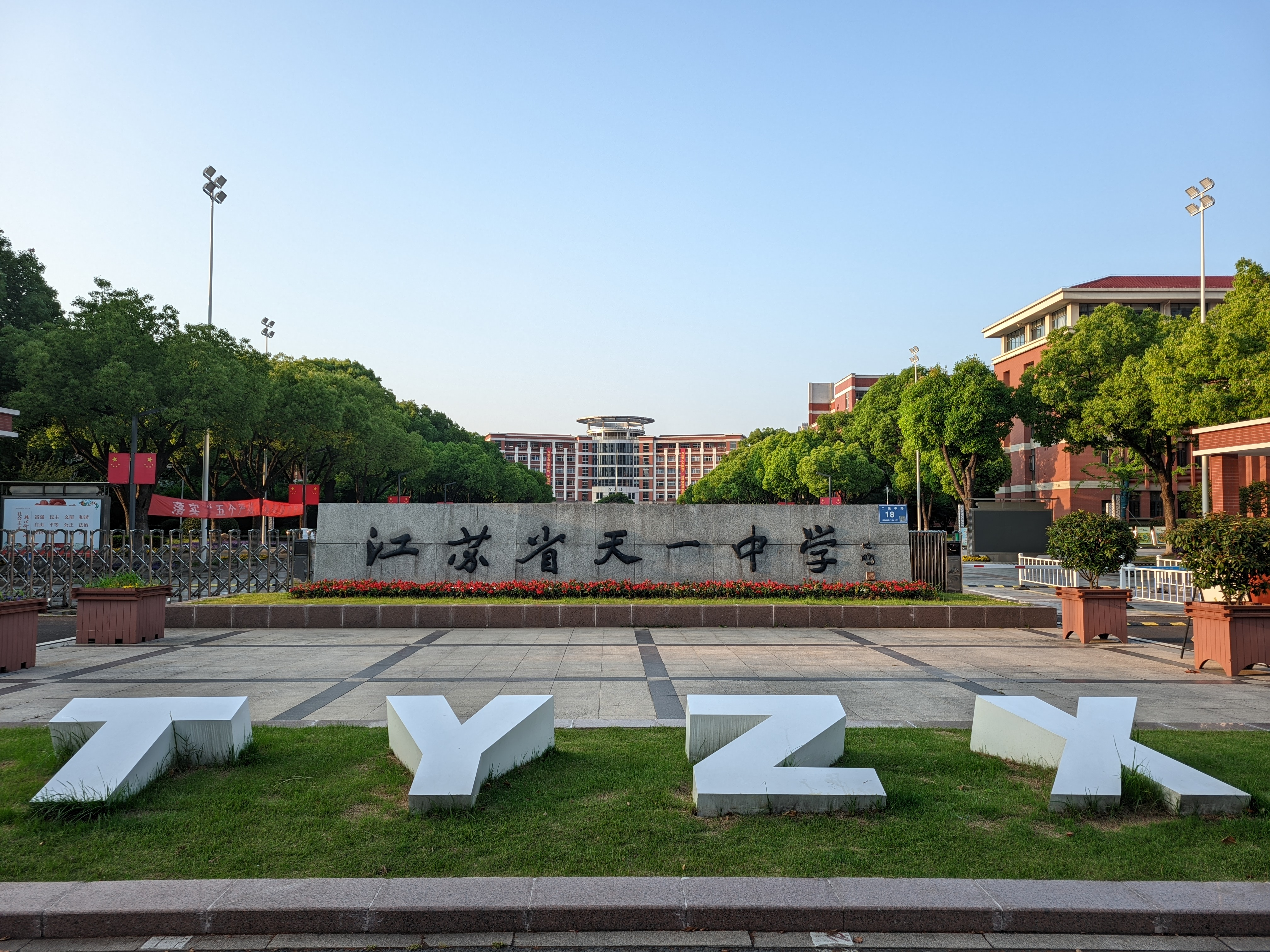
天一中学

- 天一中学天一中学
- 東林中学
- 江蘇錫山高等学校
- 無錫第一中学
- 無錫輔仁高等学校
- 無錫第三中学

- 江蘇省南菁高等学校
- 無錫梅村高等学校
- 無錫宜興高等学校
- 無錫大橋高等学校

### 国際学校（部分）
- 無錫南外キングス インターナショナル スクール
- 無錫インターナショナル スクール
- 無錫市新呉区にある外国人児童のための思営学校
- ボストンインターナショナルスクール

## 医療

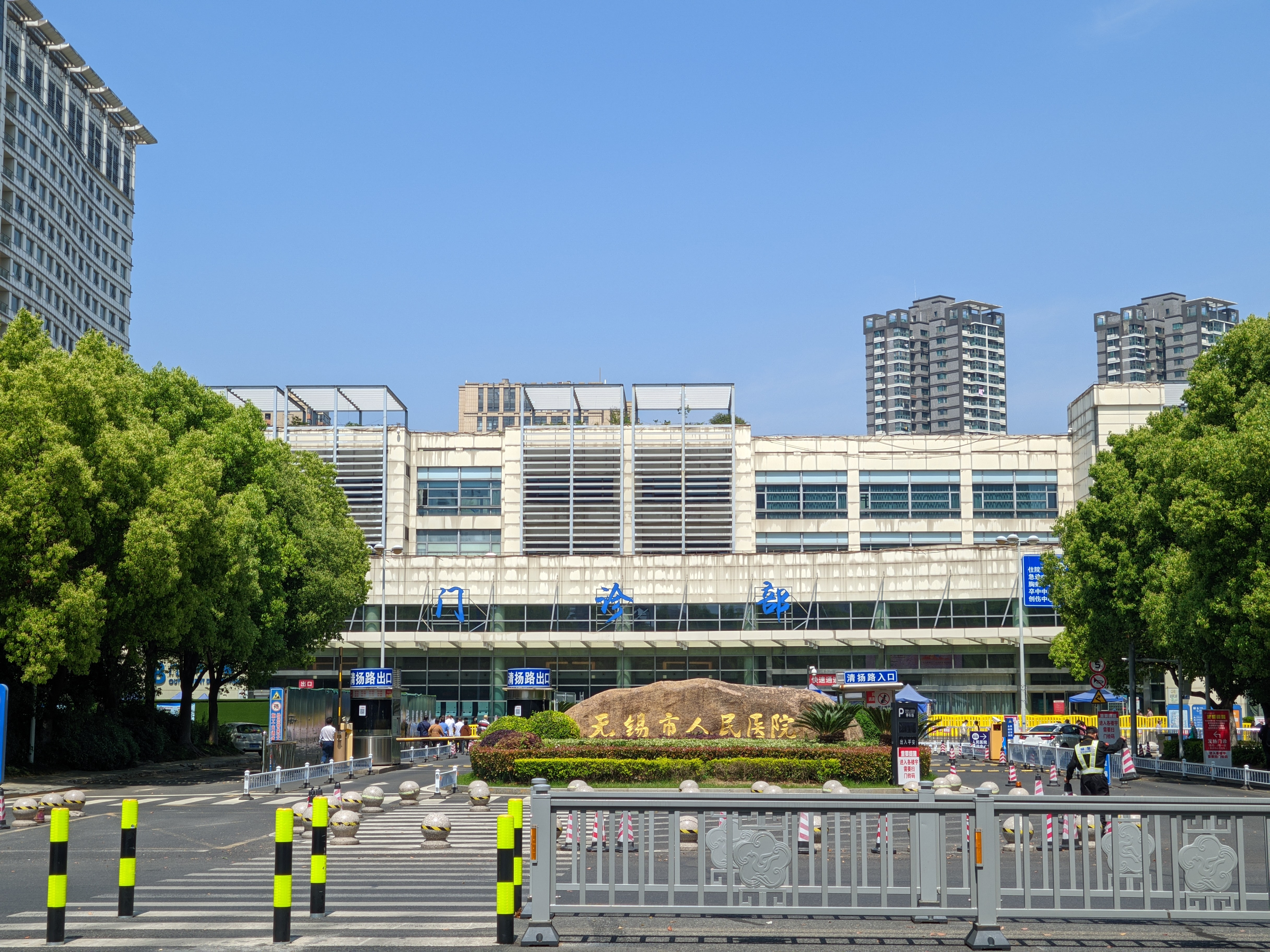
無錫第一人民病院

無錫には医学の長い歴史がある。明の時代以来、楊忠仁、石忠模、鄧興波、柯懐図、薛福辰などの著名な医師が帝国病院に勤務したり、皇室の診断と治療を命じられたりした。また、古代中国では珍しい女性医師の談允賢とXu Lushiも無錫の出身である。
近代的な医療機関は、1908年にアメリカ聖公会の宣教師で医学博士のリー・ケレが、現在は無錫の第2人民病院となっているピュレン病院を設立したことが始まりである。現在は、1つの医科大学（江南大学付属医科大学）と10の市立病院を含め210ヶ所の病院があり、その内14の病院が最高レベルである。 
- 無錫市人民病院無錫第二人民病院

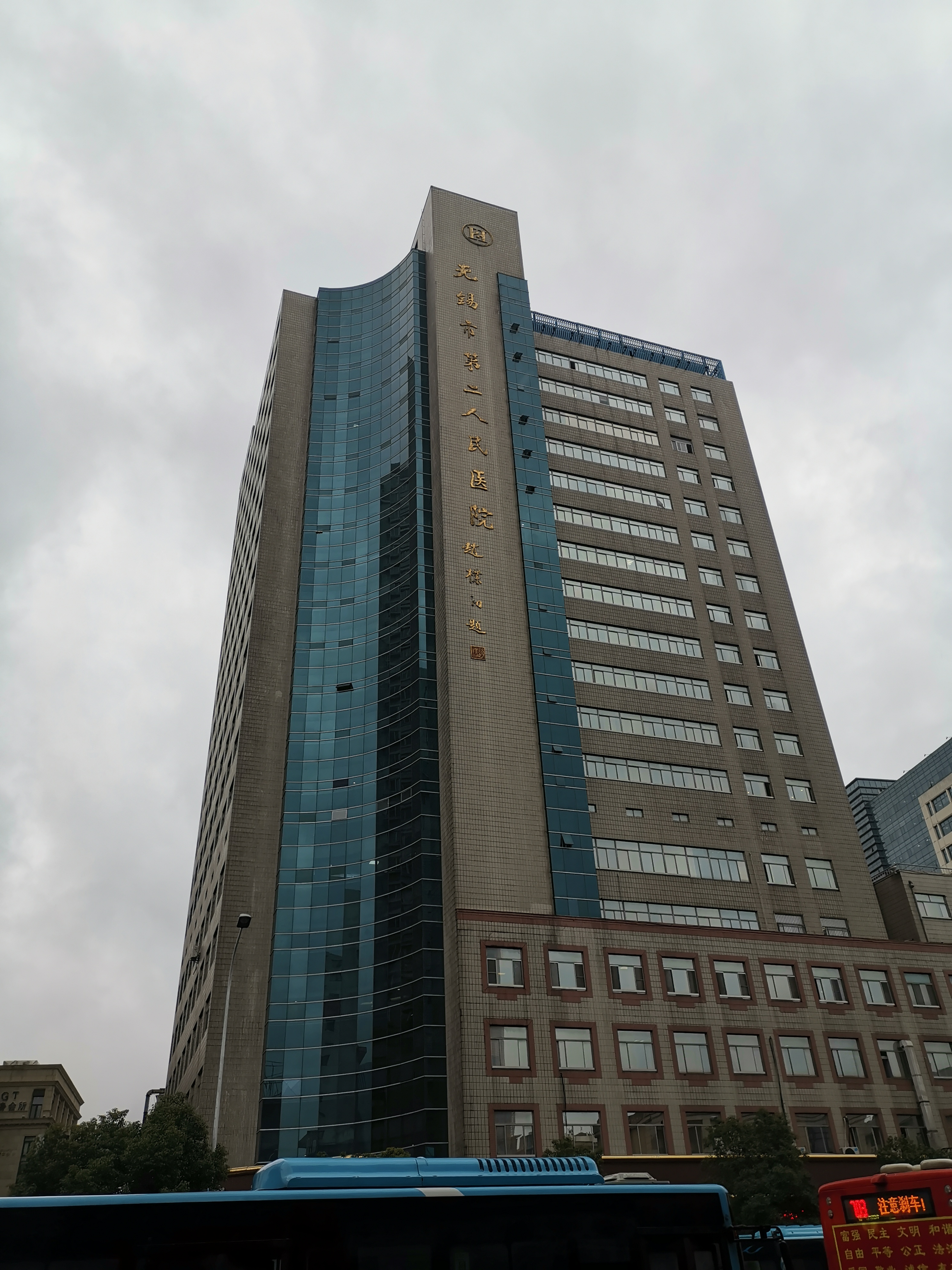
無錫第二人民病院

- 無錫第二人民病院（南キャンパス・北キャンパス）
- 江南大学付属病院（旧第3病院、第4病院、現在は南北キャンパス）
- 無錫第五人民病院
- 無錫第七人民病院
- 無錫第九人民病院
- 無錫中医薬病院
- 無錫母子保健センター
- 無錫小児病院
- 人民解放軍904総合病院
- 江陰人民病院
- 江陰中医薬病院
- 宜興人民病院
- 宜興中医薬病院

無錫市人民病院は、2013年の中国「レベル競争力トップ100リスト」で12位にランクインした。

## 古跡・観光地・名物

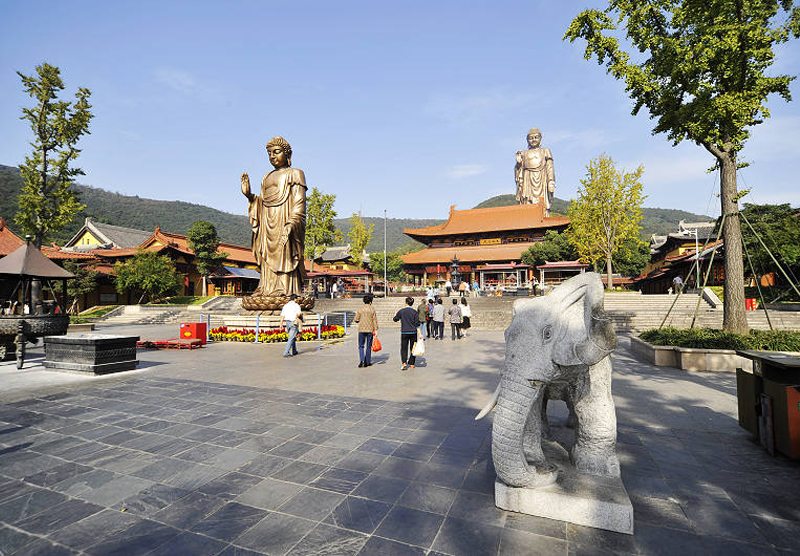
霊山大仏

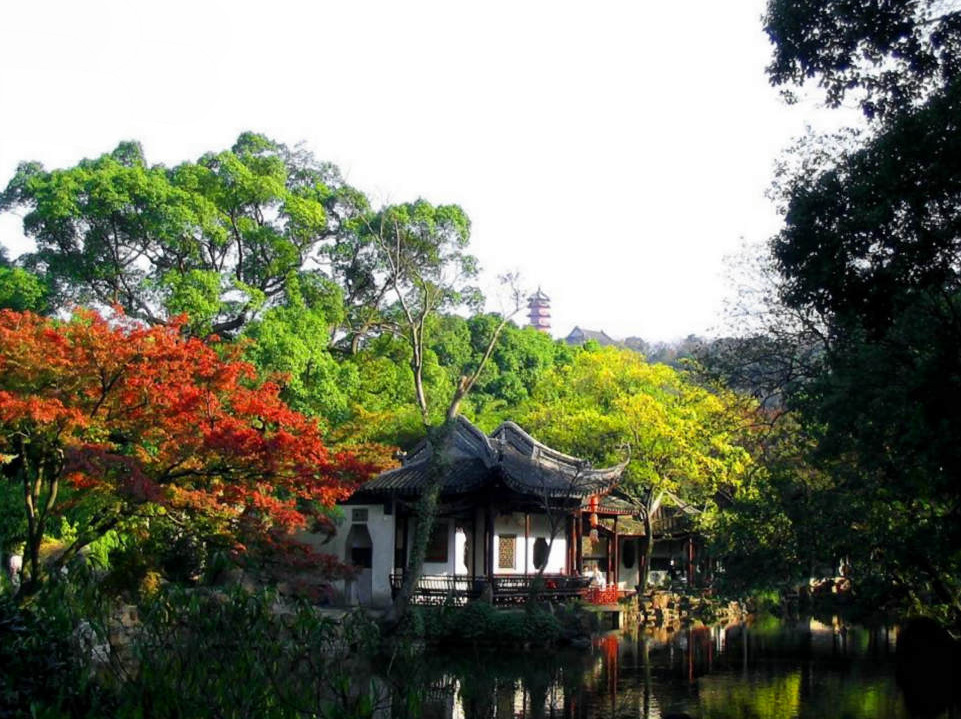
寄暢園

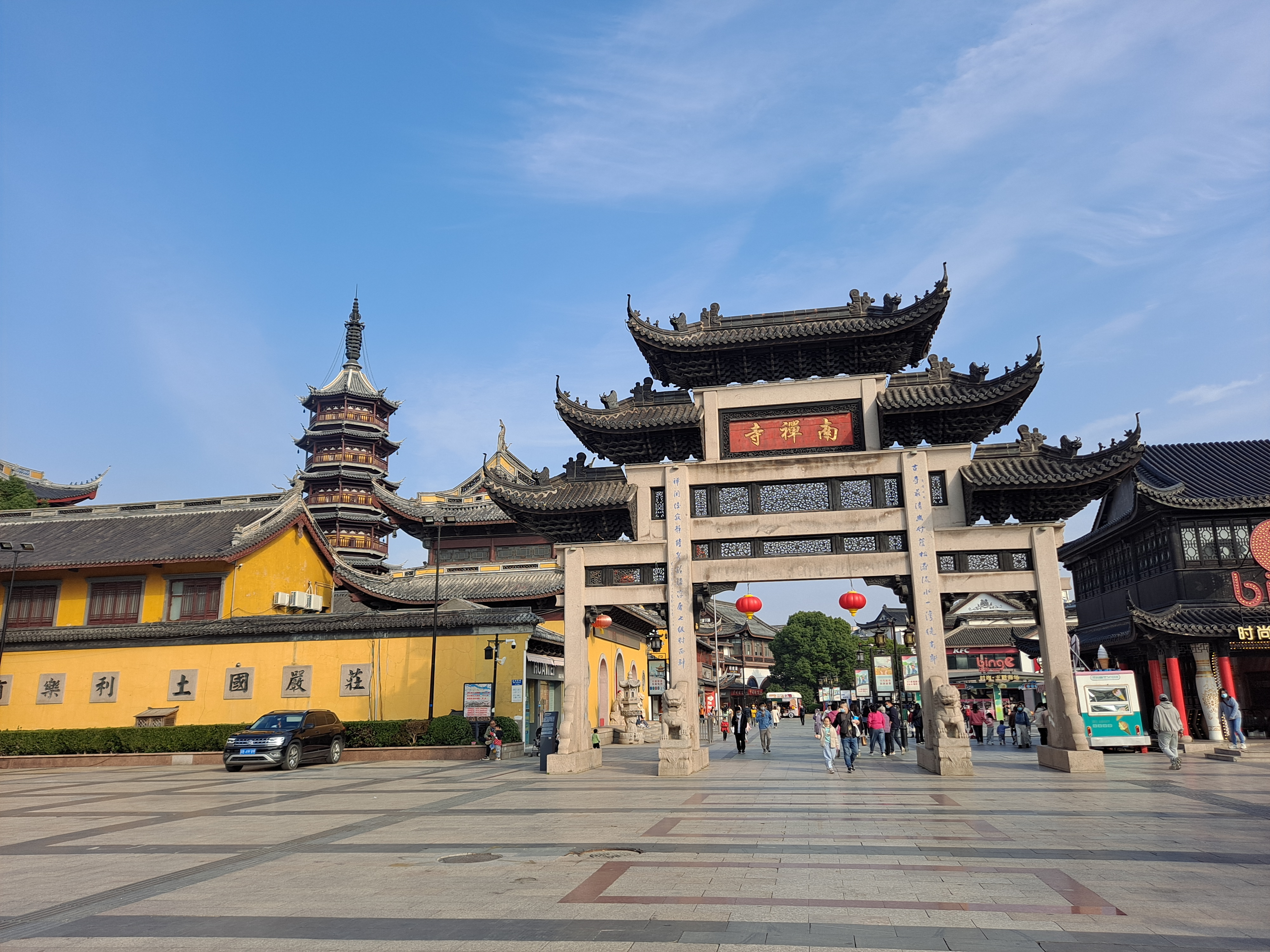
南禅寺

- 大運河：市街を迂回する新しい京杭大運河に現役の水運は譲っているが、市内を通る隋以来の大運河も健在であり、古来の大運河を旅するクルーズなどが行われている。

- 太湖と三山（太湖仙島）：湖に突き出た半島の黿頭渚（えんとうしょ）公園などで景色が楽しめる。三山は太湖の中にある西鴨、大磯、小磯の3つの島の総称で、猿が生息している。

- 錫恵公園：市域の西、錫山と恵山にまたがる公園。仏教寺院や楼閣が点在する。錫山はかつて錫を産出した山で、山からは市街の眺望がよく、ロープウェイもある。

- 霊山小鎮・拈花湾：江蘇省無錫市浜湖区環山西路68号に位置する、「禅」文化のテーマパーク。面積は106.67ヘクタール、総建設面積は35万平方メートルである。2015年11月14日開業。

- 天下第二泉：錫恵公園にある。唐代に『茶経』を著した茶聖・陸羽が茶を入れるのに適した水として、無錫の恵山の恵泉を第二位としたことに由来する。二胡の曲『二泉映月』でも知られる。

- 寄暢園：錫恵公園にある。恵山の東にあり、その峰々を借景とした明代の邸宅式庭園の代表的傑作。清の乾隆帝は寄暢園を何度も訪れ、それをもとに北京の頤和園を作ったといわれる。

- 蠡園：1930年、当地の実業家の王禹卿が建設した庭園。越王勾践の家臣の范蠡が、絶世の美女といわれた西施と過ごした湖に作られている。

- 三国城・水滸城：中国中央電視台のテレビドラマのために建設されたオープンセット。

- 東林書院：北宋の儒学者楊時が設立した学院で、明代に東林党と呼ばれる官僚らを輩出。

- 銭鍾書故居：『囲城』『宋詩選注』等で知られる作家・文学研究家銭鍾書の生家。

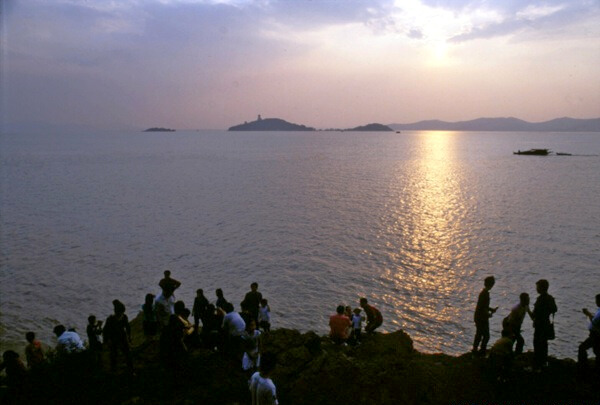
太湖黿頭渚

- 太湖黿頭渚霊山大仏：1997 年11月15日に落成した大仏は高さ88メートルで、中国で2番目に高い大仏であり、三層の台座を含めると高さ101.5メートルになる。

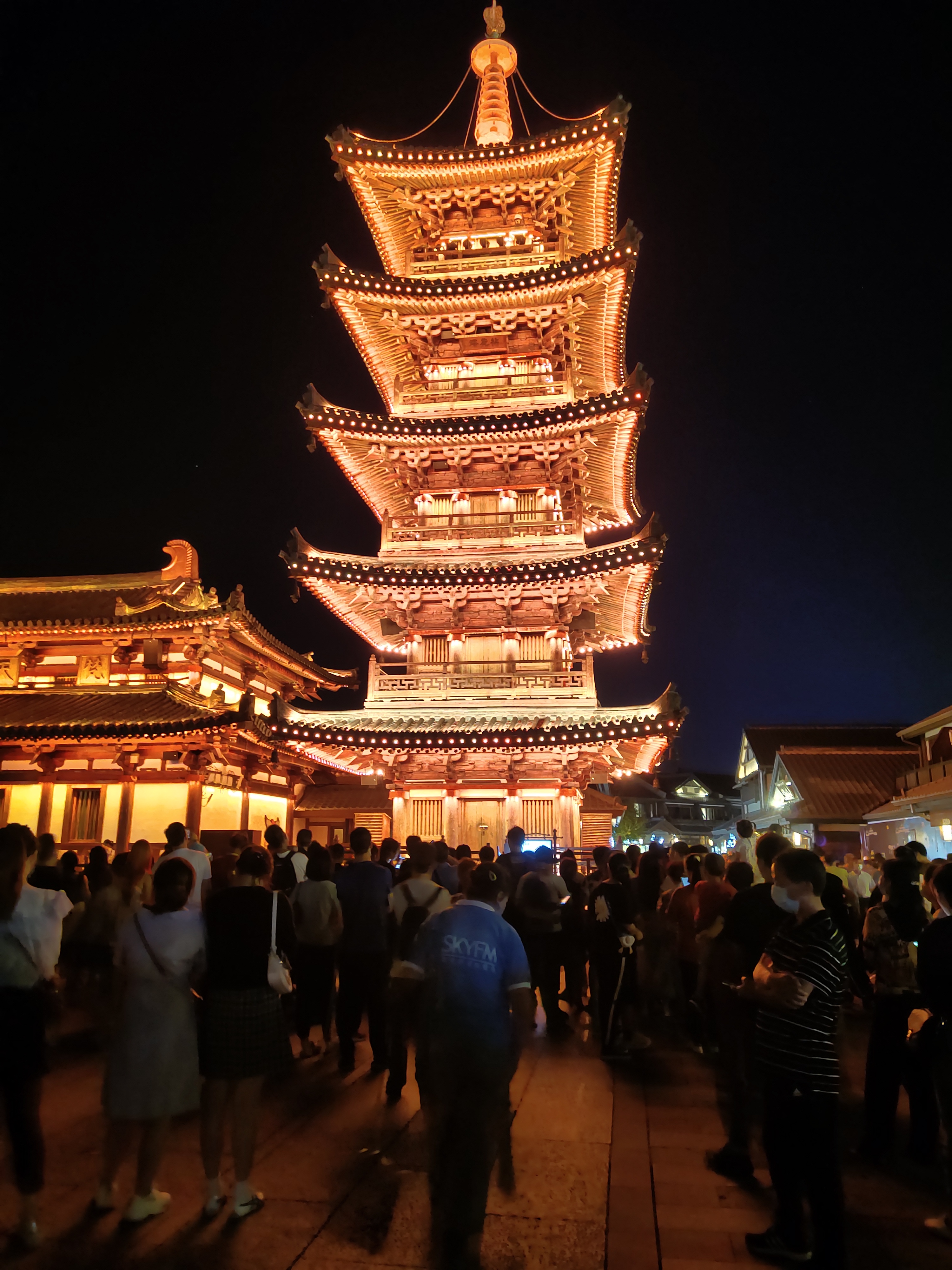
拈花湾

- 拈花湾南禅寺：福生寺としても知られる南禅寺は、無錫の古代運河のそば、江蘇省無錫市梁西区襄陽路32号、無錫南禅寺景勝地の北側、旧市街の南隅に位置している。南禅寺は南梁太清元年（547年）に創建され、当初の名は胡国寺といい、南朝四百八十寺の一つであり、「長江南部で最も美しいジャングル」として知られていました。 南禅寺の敷地面積は7,000平方メートルで、東と西の道に分かれており、天王殿、大雄殿、妙光塔などの建物がある。1983年、南禅寺の妙光塔は無錫市人民政府によって無錫市の文化財保護グループに指定された。2012年、南禅寺のある無錫南禅寺景勝地は全国AAAA級観光名所に認定された。

- 崇安寺：市内中心部にある繁華街。
- 栄氏梅園
- 鹿頂山
- 雪浪山
- 長広溪
- 拈花湾
- 長廣溪

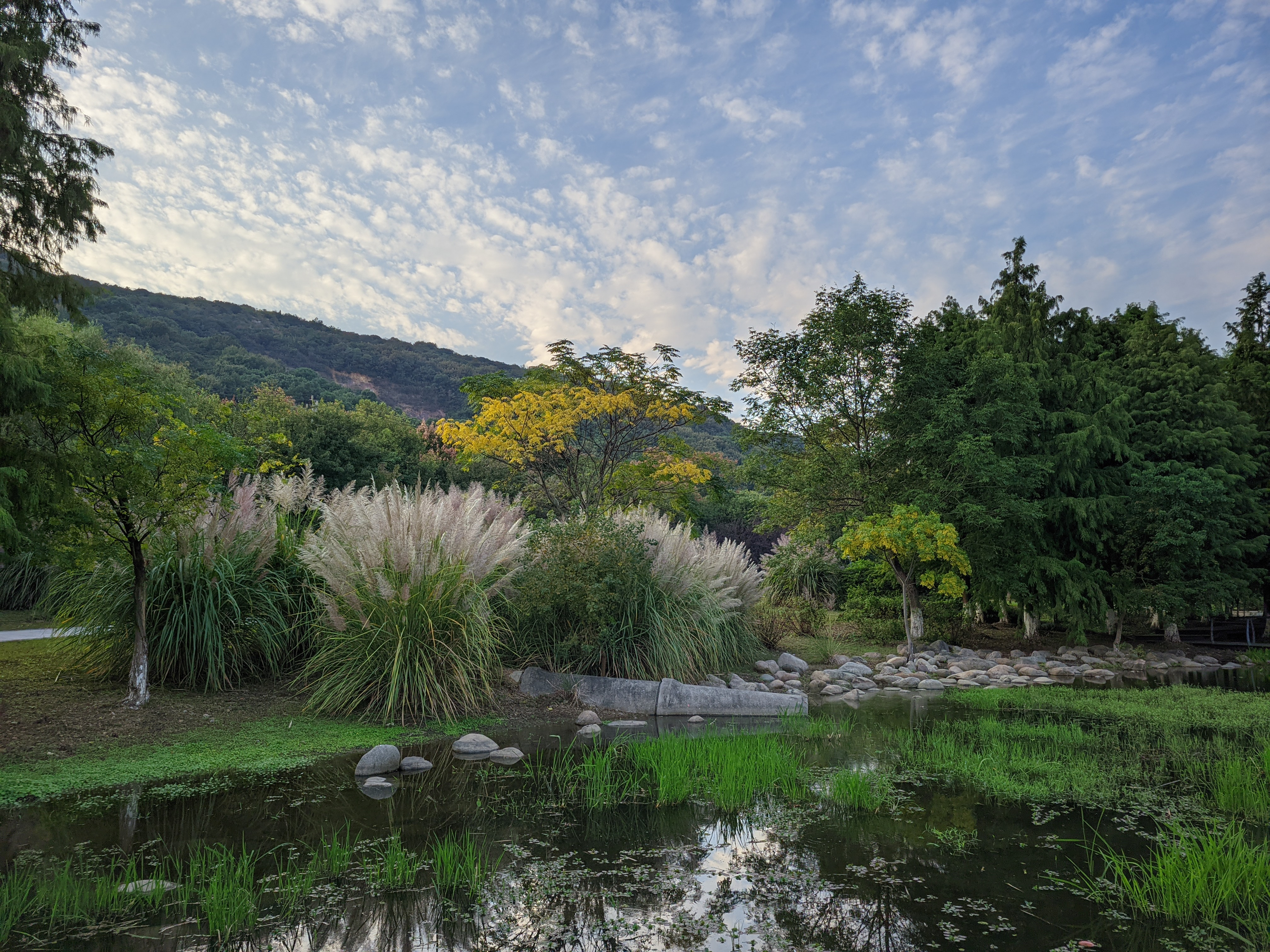
長廣溪

- 長廣溪渤公島：蠡園と太湖の間に位置する公園、公園は2003年に完成し、両方の湖を楽しめる。入場料は無料。

土産物・名産品も多い。
- 陽山桃
- 油麺筋
- 無錫排骨無錫排骨（三鳳橋）
- 無錫小籠包（王興記）
- 無錫太湖翠竹（お茶）
- 宜興豪茶
- 太湖の銀魚・白魚・白海老
- 恵山泥人形（阿福人形、阿喜人形の二種類）
- 宜興の茶器

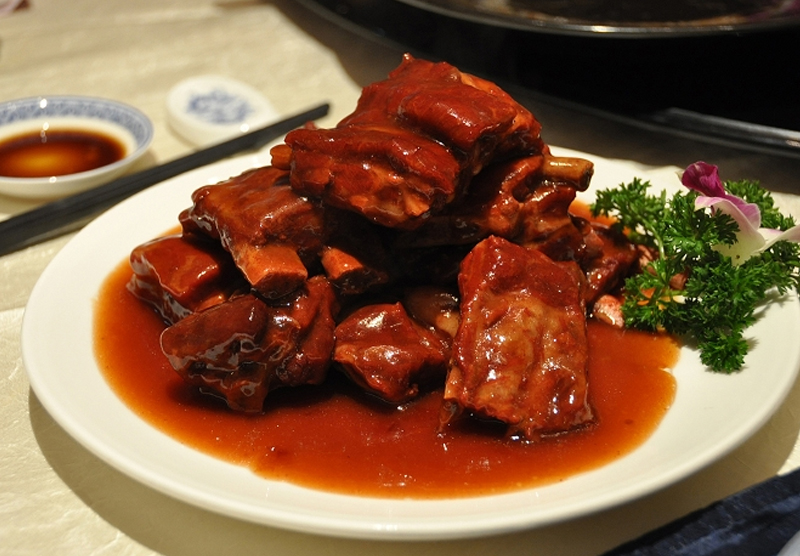
無錫排骨

また、演歌歌手・尾形大作の歌唱する『無錫旅情』（1986年、作詞・作曲　中山大三郎）のヒットにより、無錫は日本人の間で脚光を浴び、1980年代後半から無錫への日本人観光客の数が急増した。中国でもこの曲はカバーされてヒットした。カバー盤を含めた『無錫旅情』の累計売上は300万枚を超える。

## 友好都市

### アジア
- 明石市：1981年8月29日に締結
- 相模原市：1985年10月6日に締結
- 韓国・金海市：2006年10月24日に締結
- フィリピン、プエルトプリンセサ市：2007年10月30日に締結
- カンボジア、シアヌークビル: 2009年7月29日に締結
- 韓国蔚山市：2014年1月20日に締結
- イスラエル、ティベリア: 2015年7月22日に締結

### ヨーロッパ
- ポルトガル、カスカイ市: 1993年9月14日に締結
- イタリア、ヴィチェンツァ市: 2006年1月25日に締結
- ドイツ、レバークーゼン市: 2006年4月27日に締結
- フランス、ニーム: 2007年4月5日に締結
- スウェーデン、セーデルテリエ市: 2007年10月8日に締結
- ベルギー、コルトレイク市: 2007年10月30日に締結
- デンマーク・バイザーケレン市協会: 2008年8月22日に締結
- チェルムズフォード、英国: 2009年11月19日に締結
- オランダ、セルトーヘンボス: 2010年2月10日に締結
- フィンランド、ラハティ市: 2011年11月7日に締結
- ギリシャ、パトラス: 2012年12月24日に締結
- ポーランド、グリーンマウンテンシティ: 2014年1月7日に締結

### アメリカ
- 米国チャタヌーガ: 1982年10月12日に締結
- カナダ、フレデリクトン市: 2010年11月22日に締結
- 米国サンアントニオ: 2012年2月16日に締結
- ブラジル、ソロカバ市: 2010年12月18日に締結
- メキシコ、プエブラ: 2014年12月25日に締結

### オセアニア
- ニュージーランド、ハミルトン市: 1986年7月5日に締結
- オーストラリア、フランクストン市: 2012年11月8日に締結

### アフリカ
- モロッコ、フェズ: 2010年6月29日に締結

ほか、濱湖区が日本の松阪市と（2008年4月14日から）、無錫新区が豊川市と（2009年4月15日から）、県級市の江陰市がブラジルのベロオリゾンチと（1996年11月18日から）、宜興市がスロベニアのノヴォ・メストと、それぞれ友好都市となっている。